# 9626 Stanley
9626 Stanley eller 1993 JF1 är en asteroid i huvudbältet som upptäcktes den 14 maj 1993 av den belgiske astronomen Eric W. Elst vid La Silla-observatoriet. Den är uppkallad efter tonsättaren John Stanley.
Asteroiden har en diameter på ungefär 4 kilometer och den tillhör asteroidgruppen Nysa.